# Савва, Филиппа
Филиппа Савва (28 мая 1999) — кипрская футболистка.

## Биография

### Клубная карьера
Начинала играть на взрослом уровне в кипрском клубе АЕК Коккинохорион, за который в сезоне 2016/17 провела 12 матчей и забила 3 гола в чемпионате Кипра. В феврале 2018 года Савва стала игроком английского клуба «Ливерпуль Фидс», где тренировалась под руководством Франа Алонсо. В августе 2019 года вслед за тренером перешла в клуб «Льюис».

### Карьера в сборной
Была капитаном сборной Кипра до 19 лет. В официальных матчах за основную сборную Кипра дебютировала 30 августа 2019 года, появившись в стартовом составе на выездной матч со сборной Шотландии (0:8)  в рамках отборочного турнира чемпионата Европы 2021. Этот матч также был первым соревновательным матчем для сборной Кипра, до этого команда собиралась только на товарищеские встречи.